# John Sandblom
Johannes Nicolaus „John” Sandblom (ur. 5 lipca 1871 w Falköping, zm. 24 lipca 1948 w Sztokholmie) – szwedzki lekarz dentysta, żeglarz, olimpijczyk, zdobywca brązowego medalu w regatach na Letnich Igrzyskach Olimpijskich w 1928 roku w Amsterdamie.
Studia dentystyczne ukończył na Northwestern University w roku 1900, w latach 1905–1909 przebywał z rodziną w Norwegii, gdzie założył szkołę dentystyczną w Oslo. Po powrocie do Szwecji został dentystą szwedzkiego dworu królewskiego.
Członek krajowych i zagranicznych branżowych organizacji i stowarzyszeń.
Na Letnich Igrzyskach Olimpijskich 1928 zdobył brąz w żeglarskiej klasie 8 metrów. Załogę jachtu Sylvia tworzyli również Wilhelm Törsleff, Clarence Hammar, Philip Sandblom, Carl Sandblom i Tore Holm.
Ojciec Philipa i Carla, również żeglarzy-olimpijczyków.